# Dum Duma
Dum Duma är en ort i Indien.   Den ligger i distriktet Tinsukia och delstaten Assam, i den östra delen av landet, 1 800 km öster om huvudstaden New Delhi. Dum Duma ligger 131 meter över havet och antalet invånare är 21 706.
Terrängen runt Dum Duma är mycket platt. Runt Dum Duma är det tätbefolkat, med 459 invånare per kvadratkilometer. Dum Duma är det största samhället i trakten. I omgivningarna runt Dum Duma växer huvudsakligen savannskog.